# 방가방가 햄토리
《방가방가 햄토리》(원제:とっとこハム太郎 돗토코 하무타로[*])는 가와이 리쓰코의 만화 및 이를 원작으로 한 애니메이션이다.

## 개요
햄스터인 햄토리(ハム太郎 하무타로[*])와 그 주변 사람들, 햄스터들의 이야기이다. 원작 만화에서 햄토리는 한 마리가 아닌 복수의 햄스터 이름이며, 각자 주인도 다르다. 그렇기 때문에 햄스터들의 우정과 햄스터 주인 간의 우정이 별도로 진행되면서도 유기적으로 연결되어 있다.

## 등장 인물

### 주연
- 하루나 히로코 (송유나)[1] 어린 유나 - 문선희

### 가족,친구
- 하무타로 (햄토리) - 이영란
- 하루나 유메타로 (유나 아빠) - 강수진 (1, 2기), 홍승표 (3기)
- 하루나 히로미 (유나 엄마) - 이소영 (1, 2기), 이명선 (3, 4기)
- 이와타 카나 (가나) - 송도영

### 햄토리 친구
- 팬더군 (팬더) - 송도영
- 코시군 (냠냠이) - 이영주
- 우디 타이쇼군 (대장) - 민응식

### 햄토리
- 토라하무군 (랑돌이) - 손원일
- 토라하무짱 (랑순이) - 정소영
- 리본짱 (리본) - 배주영
- 카부루군 (모자) - 최문자
- 마후라짱 (머플러) - 김희선
- 메가네군 (안경) - 안지환 (1, 2기), 최한 (3기)
- 놋포군 (범생이) - 이소영 (1, 2기), 이명선 (3, 4기)
- 톤가리군 (딩가딩) - 최문자, 안지환 (초반), 강수진 (중반~끝)
- 네테루군 (쿨쿨이) - 최문자
- 마이도군 (아따아따) - 강수진 (1, 2기), 홍승표 (3, 4기)
- 치비마루짱 (미니미니) - 정소영

### 조역
- 키무라 타이치 (지태) - 이소영 (1, 2기), 이명선 (3, 4기)
- 장로 - 민응식
- 사부, 담임 선생님, 가나 아빠, 차장 - 안지환
- 라이언 박사, 안경 주인, 할아버지, 성주, 요리사, 교장 선생님 - 손원일
- 호호 할머니, 브랜든 - 이영주
- 할머니, 간호사 햄스터 - 송도영
- 왈순이, 로베르토, 희진, 별초롱 - 최문자